# Sant'Eustachio (Cranach)
Sant'Eustachio è un dipinto a olio su tavola (86,5x32,5 cm) di Lucas Cranach il Vecchio, databile al 1515 circa e conservato nel Liechtenstein Museum a Vienna. 

## Storia e descrizione
L'opera appartiene alla prima fase della carriera dell'artista, prima della Riforma luterana. Sant'Eustachio viene rappresentato di solito come un cavaliere alla caccia che, durante una battuta, secondo la leggenda scorse un miracoloso crocifisso tra le corna di un cervo che stava per abbattere, decidendo di convertirsi al Cristianesimo. 
Il santo, raffigurato in ginocchio nella metà inferiore del dipinto, è vestito come un nobile dell'epoca, all'ultima moda. Il cavallo  e i cani da caccia, che si dispongono in pose sinuose, elegantemente racchiuse da una linea di contorno che disegna curve eleganti, rimandano alla tradizione tardogotica, per altro mai del tutto abbandonata in Germania. In alto, su una rupe, appare la visione del cervo col crocifisso, tra arbusti che simboleggiano il bosco. Efficace è l'invenzione di far stagliare il muso contro il cielo azzurro, in un vivace contrasto visivo. A sinistra invece si dispiega un ampio paesaggio, motivo tipico dei pittori della scuola danubiana, realizzato in maniera suggestiva e vibrante, che arriva a rubare la scena ai protagonisti.